# Campbell Wright
Pour les articles homonymes, voir Wright.
Campbell Wright, né le 25 mai 2002 à Auckland, est un biathlète  et fondeur néo-zélandais évoluant depuis 2023 sous les couleurs  américaines, vice-champion du monde du sprint et de la poursuite en 2025.

## Biographie
Campbell Wright est né en Nouvelle-Zélande de parents américains,. Il grandit à Rotorua et s'entraîne sur les pistes de Snow Farm (Wanaka) ainsi qu'en Italie où il a passé une partie de son enfance.
Désigné chaque année depuis 2016 fondeur de l'année en Nouvelle-Zélande, il fait ses débuts compétitifs en biathlon en 2017. Il accède au circuit international lors de la saison 2018-2019 en disputant l'IBU Cup junior.
Le Néo-zélandais obtient ses premiers résultats significatifs aux Championnats du monde juniors dans la catégorie Jeunes en 2020, prenant la sixième place du sprint et la quinzième place de la poursuite. Porte-drapeau aux Jeux olympiques de la jeunesse à Lausanne, il est encore aux avant-postes avec notamment une quatrième place sur le sprint. Ensuite, il remporte durant l'hiver austral la course néo-zélandaise Merino Muster.
La saison suivante, 2020-2021, il est engagé en IBU Cup, où il enregistre rapidement un top dix avec une cinquième place sur l'individuel court d'Arber. En février 2021, il dispute sa première épreuve en championnat du monde sénior à Pokljuka, alors âgé de 18 ans, se classant 75e du sprint. Il est aussi au départ des Championnats du monde de ski nordique à Oberstdorf.
Wright s'installe sur circuit de la Coupe du monde lors de l'étape d'ouverture de l'exercice 2021-2022, à Östersund, où il parvient à collecter un point pour le classement général, dès sa deuxième course (40e du sprint). Il devient alors l'un des deux plus jeunes biathlètes à marquer des points en Coupe du monde. En janvier 2022, il améliore ce résultat à deux reprises, d'abord grâce à sa 25e place au sprint de Ruhpolding (10/10 au tir), alors qu'il était même septième à deux kilomètres de l'arrivée, avant de chuter et perdre du temps, puis en se classant 15e de l'individuel d'Antholz. Grâce à ces résultats, il est sélectionné dans l'équipe néo-zélandaise pour les Jeux olympiques de Pékin. Il aurait également pu représenter les États-Unis car, comme ses parents, il possède la double nationalité. Il devient ainsi seulement le deuxième biathlète de Nouvelle-Zélande à participer aux Jeux olympiques d'hiver, après Sarah Murphy en 2010.
Sacré champion du monde junior de sprint en 2023, il devient ainsi le premier vainqueur et médaillé néo-zélandais de l'histoire dans une compétition internationale de biathlon. Il change de nationalité sportive au printemps suivant et intègre l'équipe des États-unis à partir de la saison 2023-2024.
En mars 2024, il signe ses premiers top 10 individuels en Coupe du monde, se classant notamment 6e du sprint de Soldier Hollow (Utah, États-Unis). Lors de la première étape de la Coupe du monde 2024-2025 en décembre à Kontiolahti, il obtient son meilleur résultat en se classant 4e du sprint.
Aux Championnats du monde de biathlon 2025 à Lenzerheide, il remporte deux médailles d'argent en sprint et en poursuite,.

## Palmarès en biathlon

### Jeux olympiques d'hiver
| Nat.             | Édition / Épreuve | Individuel | Sprint | Poursuite | Mass start | Relais | Relais mixte |
| ---------------- | ----------------- | ---------- | ------ | --------- | ---------- | ------ | ------------ |
| Nouvelle-Zélande | Pékin 2022        | 32e        | 75e    | —         | —          | —      | —            |

Légende :
- — : non disputée par Wright

### Championnats du monde
| Nat.             | Édition / Épreuve | Individuel | Sprint                   | Poursuite                | Mass start | Relais | Relais mixte | Relais mixte simple |
| ---------------- | ----------------- | ---------- | ------------------------ | ------------------------ | ---------- | ------ | ------------ | ------------------- |
| Nouvelle-Zélande | Pokljuka 2021     | —          | 75e                      | —                        | —          | —      | —            | —                   |
| Nouvelle-Zélande | Oberhof 2023      | 20e        | 46e                      | 45e                      | —          | —      | —            | —                   |
| États-Unis       | Nové Město 2024   | 20e        | 11e                      | 12e                      | 18e        | 5e     | —            | 7e                  |
| États-Unis       | Lenzerheide 2025  | 23e        | Médaille d'argent, monde | Médaille d'argent, monde | 4e         | 9e     | 19e          | 16e                 |

Légende :
- : deuxième place, médaille d'argent
- — : non disputée par Wright

### Coupe du monde
- Meilleur classement général : 17e en 2025.
- 2 podiums individuels : 2 deuxièmes places.
- Vainqueur du classement U23 (jeunes) en 2025.

Mis à jour le 23 mars 2025

#### Classements en Coupe du monde
| Nat.             | Saison    | Classement général final | Individuel | Sprint | Poursuite | Mass start |
| Nouvelle-Zélande | 2021-2022 | 64e                      | 27e        | 74e    | 68e       | 48e        |
| Nouvelle-Zélande | 2022-2023 | 55e                      | 63e        | 44e    | 51e       |            |
| États-Unis       | 2023-2024 | 31e                      | 27e        | 29e    | 27e       | 36e        |
| États-Unis       | 2024-2025 | 17e                      | 32e        | 13e    | 13e       | 21e        |

#### Résultats détaillés en Coupe du Monde
| 2021-2022 |        |         |        |        |         |        |        |        |        |         |        |        |        |        |        | .      | .      | .      | .     |        |        |        |        |        |        |    | 64e |
| 2021-2022 | IN 64e | SP 40e  | SP 92e | PU     | SP 106e | PU     | SP 53e | PU 56e | MS     | SP 106e | PU 25e | SP 31e | PU     | IN 15e | MS 30e | IN 32e | SP 75e | PU     | MS    | SP     | PU     | SP     | MS     | SP     | PU     | MS | 64e |
| 2022-2023 |        |         |        |        |         |        |        |        |        |         |        |        |        |        | .      | .      | .      | .      |       |        |        |        |        |        |        |    | 55e |
| 2022-2023 | IN 65e | SP 23e  | PU 48e | SP 90e | PU      | SP 66e | PU     | MS     | SP 32e | PU 27e  | IN 39e | MS     | SP 37e | PU 33e | SP 46e | PU 45e | IN 20e | MS     | SP    | PU     | IN     | MS     | SP 61e | PU     | MS     |    | 55e |
| 2023-2024 |        |         |        |        |         |        |        |        |        |         |        |        |        |        | .      | .      | .      | .      |       |        |        |        |        |        |        |    | 31e |
| 2023-2024 | IN 90e | SP N.P. | PU     | SP     | PU      | SP 72e | PU     | MS     | SP 58e | PU 37e  | SP 12e | PU 17e | SI 78e | MS     | SP 11e | PU 12e | IN 20e | MS 18e | IN 8e | MS 18e | SP 6e  | PU 14e | SP 28e | PU 19e | MS     |    | 31e |
| 2024-2025 |        |         |        |        |         |        |        |        |        |         |        |        |        |        | .      | .      | .      | .      |       |        |        |        |        |        |        |    | 17e |
| 2024-2025 | SI 28e | SP 4e   | MS 26e | SP 10e | PU 16e  | SP 19e | PU 16e | MS 15e | SP 9e  | PU 15e  | IN 30e | MS     | SP 55e | PU 40e | SP 2e  | PU 2e  | IN 23e | MS 4e  | SP 9e | PU 9e  | SI 32e | MS 16e | SP 34e | PU 8e  | MS 11e |    | 17e |

### Championnats du monde juniors
(Pour la  Nouvelle-Zélande)
- Champion du monde du sprint en 2023